# Хартвиг, Юлия
Ю́лия Ха́ртвиг (пол. Julia Hartwig; 14 августа 1921, Люблин, Польская Республика — 14 июля 2017, Гулдсборо, штат Пенсильвания, США) — польская поэтесса, писательница и переводчик. Лауреат многочисленных международных литературных премий и наград.

## Биография
Юлия Хартвиг родилась 14 августа 1921 года в Люблине в семье фотографа Людвига Хартвига и Марии, урождённой Бирюковой. Кроме неё у родителей были сын Эдвард, будущий фотограф, и дочь Валентина, будущий эндокринолог и академик. В 1939 году Юлия окончила III лицей им. Люблинской унии в Люблине со степенью бакалавра. Её поэтический дебют состоялся в 1936 году, когда в школьной газете  «На солнце» было опубликовано первое стихотворение. Во время Второй мировой войны она была связной Армии Крайовы и участвовала в подпольной культурной жизни. Изучала польскую литературу и филологию романских языков с 1942 по 1944 год в подпольном Варшавском университете, а в 1946 году в Варшавском университете и Люблинском католическом университете. В 1947—1950 годах жила во Франции, где была стипендиатом французского правительства и сотрудником культурного отдела посольства Польши в Париже. В это время она тесно общалась с Францишком Ксаверием Прушиньским и Зигмунтом Марианом Калужиньским. По возвращении в Польшу поселилась в Варшаве. В 1952—1969 была автором нескольких радиопостановок, транслировавшихся по Польскому радио.
В 1970—1974 годах, вместе с мужем, поэтом Артуром Адамом Миндзижецким посетила США в качестве участника Международной писательской программы и преподавателя университета Дрейка. За время пребывания за границей также выступала с лекциями в 1971 году в Оттавском и в 1973 году в Карлтонском университетах в Канаде. В 1976 году она подписала «Мемориал 101». В 1979 году снова посетила США по приглашению Государственного департамента. В 1989 году стала членом Гражданского комитета с председателем движения «Солидарность» Лехом Валенсой.
Сочинения Юлии Хартвиг печатались в периодических изданиях «Возрождение», «Новая культура», «Мир», «Новые книги», «Поэзия», «Универсальный еженедельник», «Творчество», «Кресы», «Начало», «Литературные тетради», «Одра», «Связь», «Художественный квартал».
На польский язык ею были переведены произведения таких поэтов и писателей, как Гийом Аполлинер, Аллен Гинсберг, Макс Жакоб, Блез Сандрар, Пьер Реверди, Марианна Мур, Уильям Карлос Уильямс.
Юлия Хартвиг была с 1945 по 1983 год членом Союза польских писателей, с 1986 по 1991 год — движения «Солидарность», с 1989 по 1999 год — Ассоциации польских писателей, с 1956 года член Польского ПЕН-клуба. С 2008 года председатель жюри Общественной медиапремии «Мыслю» в области литературы. В 1995 году режиссёр Адам Кулик снял о ней документальный фильм. В 2003 году был снят ещё один документальный фильм о поэтессе режиссёром Элизабет Роттермунд. В 2009 году Юлия Хартвиг была удостоена звания почетной гражданки Люблина и премии «Камень» на фестивале «Город поэзии» в Люблине.
В 2014 году на X съезде Союз польских писателей избрал Юлию Хартвиг почётным президентом. 25 октября 2014 года она получила поэтическую премию им. Виславы Шимборской за книгу «Записан». В 2015 году университет им. Адама Мицкевича присвоил ей звание почётного доктора.

## Сочинения
- «С недавней поездки» / Z niedalekich podróży (1954)
- «Прощания» / Pożegnania (1956)

## Награды и премии
- Премия им. Виславы Шимборской[пол.] (2014)
- Почётный гражданин Люблина